# Dieter P. Meier-Lenz
Dieter Paul Meier-Lenz (* 24. Januar 1930 in Magdeburg; † 1. Juli 2015 in Serralongue, Arrondissement Céret, Frankreich) war ein in Frankreich lebender deutscher Schriftsteller und Herausgeber.

## Leben und Werk
Dieter Paul Meier-Lenz besuchte das Domgymnasium Magdeburg. Von 1969 bis 1974 studierte er in Hannover Germanistik, Politologie, Soziologie und Philosophie und legte 1974 das Staatsexamen für das höhere Lehramt ab. Er wurde Studienrat und leitete von 1978 bis 1984 die Orientierungsstufe Anderten in Hannover. Seitdem lebte er als Schriftsteller und Herausgeber mit seiner Frau Ingeborg, bis zu deren Tod im Jahr 2012, in Serralongue in den französischen Ostpyrenäen.
Meier-Lenz war langjähriger Redakteur der Zeitschrift für Literatur, Kunst und Kritik die horen, veröffentlichte Themenbände zur Literatur sowie Lyrik und Essays in Anthologien und Kultur- und Literaturzeitschriften (unter anderem in Sinn und Form, ndl, Muschelhaufen und Das Gedicht). Er erhielt zahlreiche Auszeichnungen (unter anderem 1980 und 1988 den Alfred-Kerr-Preis sowie 1985 den Niedersächsischen Kunstpreis) und war Mitglied des PEN-Zentrums Deutschland.
Meier-Lenz verwendete oft Stilmerkmale des Surrealismus, beispielsweise wenn er Begriffe der technischen Zivilisation in überraschenden Neologismen „verschraubte“. Über seinen 2004 erschienenen Lyrikband Die Zeitlupe des Salamanders urteilte Christoph Leisten, hier zeige sich der Lyriker „auf der Höhe seiner Kunst. Ein konsequenter Sprachduktus und eine durchweg originäre Metaphorik kennzeichnen“ die dortigen Gedichte. Thomas Krüger schrieb in neue deutsche literatur, mit seinem „Rückgriff auf poetologische Verfahren Guillaume Apollinaires orientiere sich Meier-Lenz […] an jenem Surrealisten, der die Gefahren der bloß alogischen, willkürlichen Aneinanderreihung von Traumsequenzen durch eine Poetik der Neuordnung und strikten Bändigung des Materials zu vermeiden gewusst“ habe.
In seinem Essay Im Geschrei des Gedichts wies der saarländische Schriftsteller Ludwig Harig darauf hin, dass Meier-Lenz seine Verse „zu Tode gereimte Weltendgedichte, Buchstabenkarzinome“ nenne; Harig deutete sie als „subversives Spiel der Poesie, dem keine Analyse, keine Argumentation, keine noch so kluge Auslegung beikommt“.
Meier-Lenz war Gründer und langjähriges Mitglied der Gruppe Poesie, stand durch diese in Kontakt etwa zu den Mitgliedern Joachim Grünhagen und Wulf Hühn.

## Zitat
„seit gestern halte ich / eine idee gefangen // ich hab ihr noch keinen / namen gegeben / weil sie unruhig in mir haust / und mich als wirtstier betrachtet / sie begann sogar / von symbiose zu sprechen / […]“

## Einzeltitel
- Kleine nackte Männer im Gehirn. Kurzgeschichten. Appel, Hamburg 1968
- Gefälle in Oktaven. Gedichte. Appel, Hamburg 1968
- Fischgründe / Visgronden. Lyrik deutsch-niederländisch. Verlag van der Wal, Bergen/Niederlande 1972
- Erlaubte und unerlaubte Lieder. Edition der Kleinen Dach-Galerie Bölke, Hannover 1975
- Heinrich Heine, Wolf Biermann. Deutschland, 2 Wintermärchen. Ein Werkvergleich. Bouvier, Bonn 1977, ISBN 3-416-01378-6
- Der Tatort ist in meinem Kopf. Verlag Atelier im Bauernhaus, Fischerhude 1983, ISBN 3-88132-067-9
- Die Aura zwischen zwei Mündern. éditions trèves, Trier 1990. ISBN 3-88081-274-8
- Apollinaire tritt aus der Wand. Gedichte. / Apollinaire sort du mur. Atelier-Verlag, Andernach 1996, ISBN 3-921042-47-X
- Frau Luna liebt den Mann im Mond. Gedichte und Prosa. Ricker’sche Universitätsbuchhandlung. Edition Literarischer Salon. Gießen 1998, ISBN 3-925740-22-8
- Der Sonntagsmörder. Gedichte und Prosa. Ricker’sche Universitätsbuchhandlung. Edition Literarischer Salon, Gießen 2000, ISBN 3-925740-25-2
- Meine Waffe ist ein Sonnenuntergang. Gedichte. Ricker’sche Universitätsbuchhandlung. Edition Literarischer Salon, Gießen 2002, ISBN 3-925740-27-9
- Die Zeitlupe des Salamanders. Gedichte. Ricker’sche Universitätsbuchhandlung. Edition Literarischer Salon, Gießen 2004, ISBN 3-925740-31-7
- La Nature dans le Sang. Poèmes. Gedichte französisch. Übersetzer: Michel und Sigrid Wallon. Les Editions de la Rose de Verre 66, Amelie-les-Bains 2008, ISBN 2-9166-7510-8
- Im Wortgestrüpp. Drey-Verlag, Gutach 2009, ISBN 978-3-933765-42-0
- hirnvogel. ausgewählte Gedichte 1990–2014. Mit 7 Zeichnungen von Brigitte Kühlewind Brennenstuhl. Pop Verlag, Ludwigsburg 2014, ISBN 978-3-86356-089-8

## Herausgabe (Auswahl)
- Wolf Biermann und die Tradition. Von der Bibel bis Ernst Bloch. Auswahl der Texte und der Materialien von Dieter P. Meier-Lenz. Klett, Stuttgart 1981, ISBN 3-12-351210-X
- Niedersachsen literarisch. 25 Jahre Verband Deutscher Schriftsteller (VS). (Zusammen mit Kurt Morawietz). Bremerhaven 1983, ISBN 3-88314-294-8
- Ein Bild wie Milch und Blut, sozusagen, Kriminalgeschichten. editions treves, Trier 1991, ISBN 3-88081-204-7
- Das andere Arkadien. Unterwegs im Universum fantasticum. Über Chancen und Risiken eines literarischen Genres. (Zusammengestellt mit Heiko Postma). Edition Die Horen, Bremerhaven 2005, ISBN 3-86509-265-9